# Fundacja Europejskich Studiów Progresywnych
Fundacja Europejskich Studiów Progresywnych (ang. Foundation for European Progressive Studies – FEPS) – europejska fundacja polityczna finansowana ze środków Parlamentu Europejskiego, utworzona w 2008 r. Powiązana programowo i osobowo z Partią Europejskich Socjalistów (PES).
Posiada sieć ponad 43 europejskich organizacji partnerskich, reprezentujących ruchy socjaldemokratyczne i postępowe. Organizuje konferencje oraz prowadzi działalność publicystyczną i wydawniczą.
Przewodniczącą FEPS jest portugalska polityczka Maria João Rodrigues. Sekretarzem generalnym jest Węgier László Andor.
Siedzibą fundacji jest Bruksela.